# Jürgen Schreier

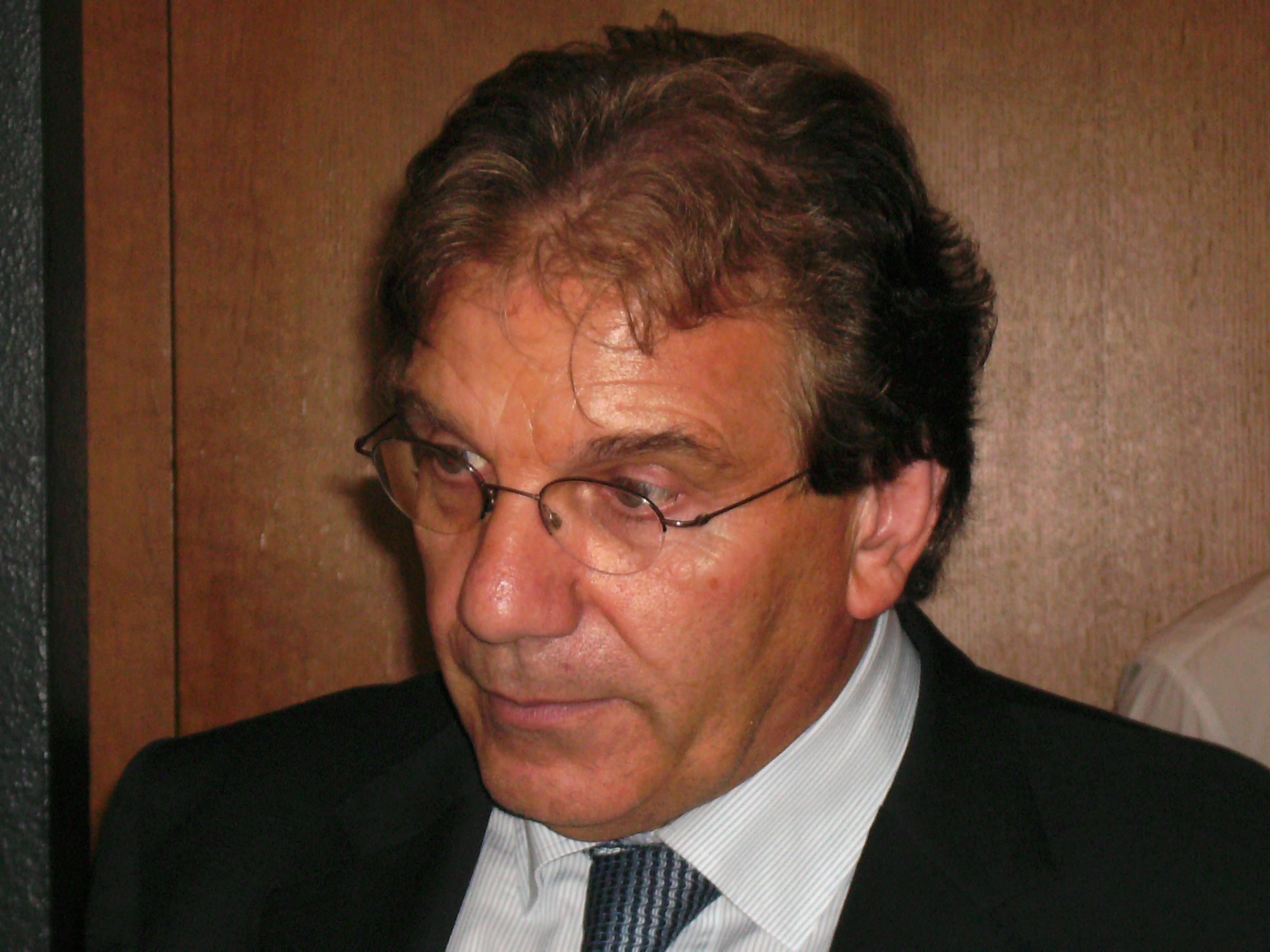
Jürgen Schreier (2007)

Jürgen Schreier (* 1. April 1948 in Merzig) ist ein deutscher Politiker (CDU).

## Biografie
Nach dem Abitur, das er 1967 am Stefansberg-Gymnasium in Merzig ablegte, studierte Schreier Geographie und französische Sprache in Mainz, Saarbrücken und Trier und arbeitete dann als Lehrer an einer Realschule und einer Gesamtschule.
Von 1977 bis 1982 war er persönlicher Referent des Ministers für Kultus, Bildung und Sport des Saarlands und danach bis 1990 Leiter der Kreisrealschule Merzig. 1990 wurde er Mitglied des saarländischen Landtages. 1994 stieg Schreier zum stellvertretenden Vorsitzenden der CDU-Landtagsfraktion auf, und wurde schließlich am 29. September 1999 Minister für Bildung, Kultur und Wissenschaft.
Nach dem Tod des saarländischen CDU-Fraktionsvorsitzenden Peter Hans wurde Schreier auf Vorschlag von Ministerpräsident Peter Müller am 21. August 2007 mit 25 von 27 Stimmen zum neuen Fraktionsvorsitzenden gewählt. Am 3. September 2007 übernahm dann Annegret Kramp-Karrenbauer seinen Ministerposten.
Im November 2009 verzichtete Schreier auf sein Abgeordnetenmandat und wurde Geschäftsführer der Saarland-Sporttoto GmbH und der Saarland-Spielbank GmbH.
Jürgen Schreier war zudem von 1990 bis 2011 Kreisvorsitzender der CDU Merzig-Wadern.
Wegen einer Affäre um die Stiftung Saarländischer Kulturbesitz, deren Kurator er als früherer Kulturminister war, erhielt Schreier einen Strafbefehl über 24.000 Euro wegen Vorteilsannahme und musste seinen Posten als Geschäftsführer von Saartoto im Sommer 2012 räumen.

## Bildungspolitik unter Schreier im Saarland
Jürgen Schreier setzte im Saarland die bundesweit beachtete, aber auch weit umstrittene Initiative G8 „Abitur in acht Jahren“ als erstes westdeutsches Bundesland um. Außerdem wurde in seiner Zeit als Minister das kostenlose dritte Kindergartenjahr im Saarland eingeführt.
Unter Bildungsminister Schreier wurden 2005 im Saarland aus demographischen Gründen ein Drittel aller Grundschulen geschlossen. Ein Großteil der eingesparten Mittel sollte in die Verbesserung der Qualität der saarländischen Grundschulen investiert werden; von Eltern- und anderen Schulgremien wurde und wird darauf hingewiesen, dass die Umsetzung dieser Absicht nicht nachgewiesen werden kann. Die Schließung der Schulen hat zu zahlreichen Protestaktionen geführt, die insbesondere durch die Landeselternvertretung, Gewerkschaften und alle Oppositionsparteien unterstützt wurde. Die Initiative „Rettet die Grundschulen im Saarland! - Für eine bessere Bildung unserer Kinder!“ hatte die Voraussetzung für ein Volksbegehren (mehr als 5000 Wahlberechtigte) erfüllt, welches letztendlich auf Grund der Finanzwirksamkeit in einem Urteil des Verwaltungsgerichtshofes vom 23. Januar 2006 scheiterte.
Kritik kam auch von Studenten, als es um die Einführung der Studiengebühren ging. Durch einen noch im Rahmen der Hochschulautonomie geltenden Beschluss des Universitätspräsidiums, der die Studiengebühren auf 300 Euro festsetzt, wurde ihm von Studenten eine Win-Win-Situation vorgeworfen, da er einerseits die Macht über den Bildungshaushalt hat und so die Anhebung der Studiengebühren aufgrund von Finanznot der Universitäten indirekt weiter bewirken kann und andererseits den Schwarzen Peter an die Universitätsgremien schiebt.